# Monedas conmemorativas del 50.º aniversario del Apolo 11
Las monedas conmemorativas del 50.º aniversario del Apolo 11 fueron emitidas por la Casa de Moneda de los Estados Unidos en 2019 para conmemorar el 50.º aniversario del primer aterrizaje con tripulación en la Luna de los astronautas del Apolo 11 Neil Armstrong y Buzz Aldrin. Consta de una media águila de oro (moneda de 5 dólares), dos tamaños diferentes de dólares de plata y un medio dólar revestido de cobre y níquel, cada uno de los cuatro se emitió en condición de prueba, y todos, excepto el dólar de plata más grande, se emitieron también en estado no circulado. Las monedas de oro se acuñaron en la ceca de West Point, las de plata en la de Filadelfia y los medios dólares de metal común en las cecas de Denver y San Francisco.
Las cuatro monedas tienen el mismo diseño. El anverso representa una huella de bota en la superficie lunar, basada en una fotografía tomada por Aldrin. El diseño es obra del escultor de Maine Gary Cooper, con un grabado de Joseph Menna de la Casa de la Moneda. El reverso, según el mandato del Congreso, representa el visor y el casco circundante del traje espacial de Aldrin, con Armstrong, la bandera estadounidense y el águila del módulo lunar Apolo en el reflejo. Está basada en una conocida fotografía tomada por Armstrong, y fue creada y grabada por Phebe Hemphill de la Casa de la Moneda. La representación de Aldrin le convirtió en la séptima persona que aparece en una moneda estadounidense y que estaba viva en el momento en que se acuñaron las monedas.
Las monedas del Apolo 11 son curvas, de modo que el anverso es cóncavo y el reverso es convexo. Antes de la fecha de lanzamiento, el 24 de enero de 2019, se preveía que algunas denominaciones podrían agotarse, como había ocurrido con la anterior emisión estadounidense de piezas curvas, las monedas del Salón Nacional de la Fama del Béisbol de 2014. Esto no resultó ser el caso, y ninguna de las monedas se agotó antes de que las ventas terminaran el 27 de diciembre de 2019. No obstante, fue el programa de monedas conmemorativas de Estados Unidos más exitoso desde la emisión del Salón de la Fama del Béisbol, con más de 600.000 monedas del Apolo 11 vendidas. El dólar de plata más grande ganó el premio a la moneda del año para las emisiones con fecha de 2019.

## Antecedentes

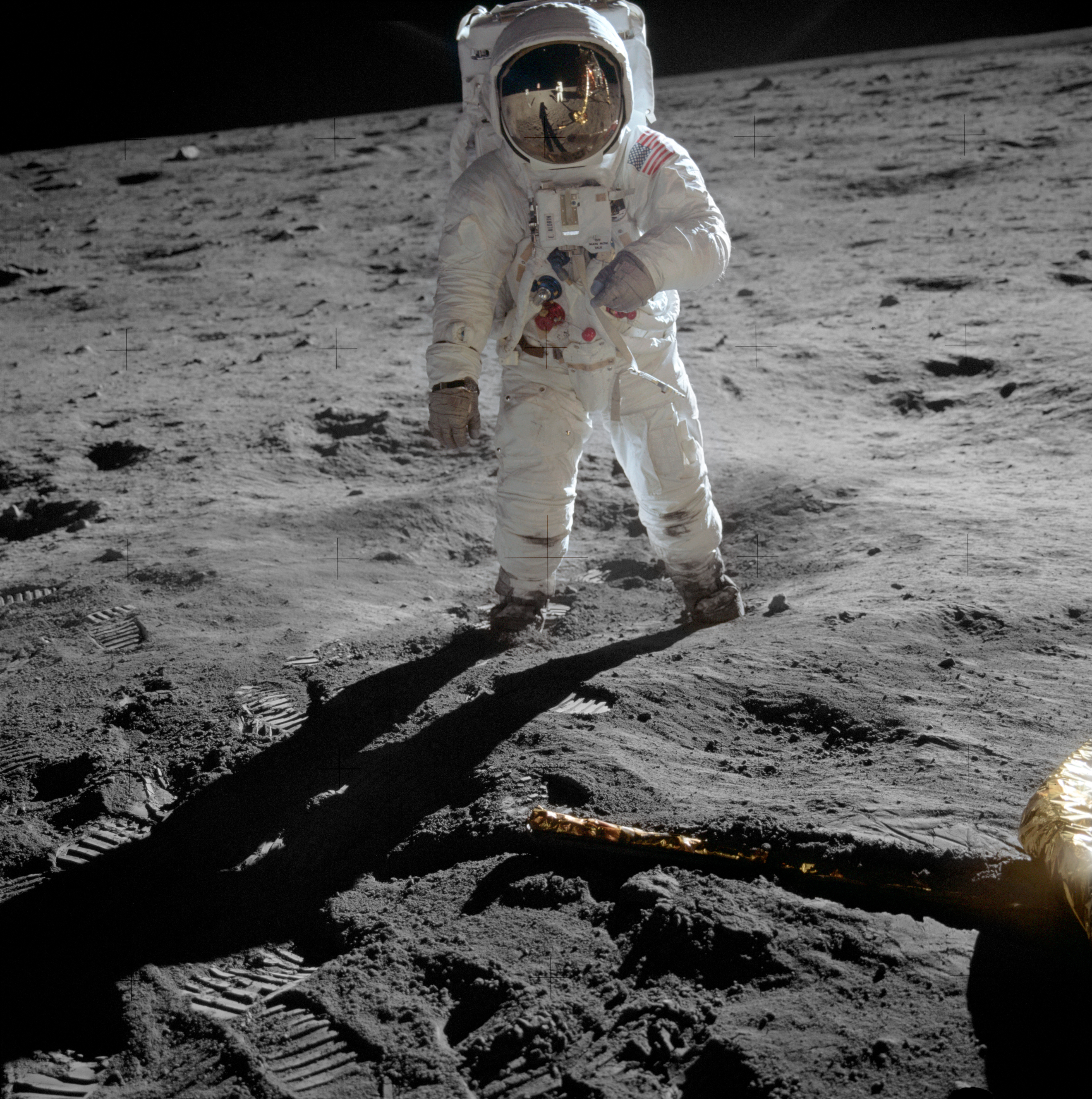
Buzz Aldrin en la Luna, fotografiado por Neil Armstrong, que se ve en el reflejo del visor.

En 1961, el presidente de Estados Unidos, John F. Kennedy, retó a su país a llevar un astronauta a la Luna antes de que terminara la década, con un regreso seguro a la Tierra. La agencia espacial estadounidense, la NASA, trabajó para alcanzar este objetivo de forma gradual, enviando astronautas al espacio durante el Proyecto Mercurio y el Proyecto Géminis, hasta llegar al programa Apolo. La NASA logró su objetivo con el Apolo 11, que aterrizó en la Luna el 20 de julio de 1969. Neil Armstrong y Buzz Aldrin caminaron sobre la superficie lunar mientras Michael Collins orbitaba la Luna. La misión regresó a la Tierra el 24 de julio de 1969, cumpliendo el reto de Kennedy.
Aproximadamente una hora y media después de que Armstrong pisara por primera vez la superficie lunar, Aldrin llevó a cabo el Experimento de Mecánica del Suelo de la Bota. Fotografió una zona intacta de la superficie, luego hizo dos huellas de botas y las fotografió. Esas dos huellas no fueron alteradas por la actividad posterior de los astronautas y son visibles en las fotografías tomadas desde el módulo lunar Eagle antes del despegue. Unos 13 minutos después de tomar las fotografías de las huellas, después de que Armstrong recogiera una muestra de regolito lunar de la superficie, Aldrin debía fotografiar el lugar del que se había tomado el material. En lugar de ello, le ofreció la cámara a Armstrong, quizás pensando que como este había tomado la muestra, podría hacer un mejor uso de la cámara. Armstrong tomó ocho fotografías antes de que Aldrin volviera a utilizar la cámara; la octava ha sido considerada "una de las fotos más famosas de la historia: un retrato de Aldrin, su visor solar dorado que refleja al fotógrafo y al Módulo Lunar, la bandera y el horizonte lunar contra un cielo inimaginablemente negro".

## Propuesta y legislación
Las monedas del Apolo 11 fueron una idea de Mike Olson, miembro del Comité Consultivo Ciudadano de Acuñación (CCAC) de Iowa, que pensó en ello en febrero de 2014, varios meses antes de que terminara su mandato en el comité. Recientemente había vuelto a ver la película Apolo 13 y pensó que debía haber una emisión de monedas en honor al quincuagésimo aniversario del aterrizaje del Apolo 11 en la Luna. El CCAC estaba preparando su informe anual y él convenció a sus colegas para que incluyeran una recomendación sobre la acuñación de monedas del Apolo 11. Olson había dejado el comité cuando el CCAC preparó su informe anual, pero el presidente, Gary Marks, retomó la causa y consiguió que se incluyera.
En enero de 2015, Olson discutió su propuesta con el representante de Iowa Rod Blum, quien remitió el asunto a Bill Posey, de Florida, cuyo distrito incluía el Centro Espacial Kennedy, y que de joven había trabajado en el programa Apolo. Posey consiguió un grupo bipartidista de copatrocinadores y presentó la legislación en junio de 2015. En 1993 se presentó en el Congreso una ley para conmemorar el 25º aniversario de la llegada a la Luna con monedas, pero fracasó, al igual que un proyecto de ley en 2007 para el 50.º aniversario de la NASA. La Fábrica de Moneda y Timbre ya había rendido homenaje a los alunizajes en tres ocasiones anteriores, con los reversos del dólar Eisenhower (1971) y del dólar Susan B. Anthony (1979), (ambos con el parche de la misión Apolo 11), y con la moneda de Ohio de 2002 de la serie State Quarters, que representa a un astronauta del Apolo. El proyecto de ley de 2015 se remitió a la Comisión de Servicios Financieros de la Cámara de Representantes, donde se quedó; con un 13% de posibilidades de ser promulgado.
A lo largo de 2016, los defensores intentaron aumentar el apoyo al proyecto de ley, que en noviembre contaba con 298 copatrocinadores, suficientes para conseguir una votación en el pleno del Congreso durante la sesión de pato. Olson siguió presionando, al igual que la Astronauts Memorial Foundation y la Astronaut Scholarship Foundation, cada una de ellas designada para recibir parte de los recargos de las monedas. A pesar del apoyo de Aldrin y Collins, los astronautas supervivientes del Apolo 11, la versión del Senado del proyecto de ley solo contaba con 11 copatrocinadores, muchos menos de los 67 necesarios para su votación. Si no se vota con éxito, el proyecto de ley morirá al final del 114.º Congreso.
El 5 de diciembre, último día de la sesión de la Cámara, el proyecto de ley fue llamado a debate por el congresista Posey, quien se dirigió a la Cámara en apoyo del proyecto, relatando la historia del Apolo 11. Nydia M. Velázquez, de Nueva York, y Frederica S. Wilson, de Florida, hablaron de los cientos de miles de trabajadores que han hecho posible el Apollo, y aplaudieron la inclusión de la Fundación de Becas como beneficiaria, esperando que las monedas tengan un legado de jóvenes que entren en las ciencias. Posey volvió a intervenir brevemente, y el proyecto de ley fue aprobado sin oposición.
El impulso final de los proponentes se tradujo en 70 copatrocinadores en el Senado, tres más de los necesarios. El senador de Arkansas John Boozman presentó el proyecto de ley en el Senado el 9 de diciembre, y fue aprobado sin oposición. El proyecto se convirtió en la Ley Pública 114-282 con la firma del presidente Barack Obama el 16 de diciembre de 2016, uno de los últimos proyectos de ley que firmó como presidente.
La ley exigía que las monedas se emitieran "en reconocimiento del 50º aniversario del primer aterrizaje tripulado en la Luna". Debían tener una forma curvada similar a los conmemorativos del Salón Nacional de la Fama del Béisbol de 2014. Estas monedas, con un diseño cóncavo en el anverso que se asemeja a un guante de béisbol, han sido enormemente populares. Se iban a producir hasta 50.000 piezas de oro de 5 dólares del Apolo 11, o medias águilas, 400.000 dólares de plata de tamaño normal, 750.000 medios dólares revestidos y 100.000 dólares de plata adicionales que contenían cinco onzas troy de plata y medían tres pulgadas de diámetro. Todas las monedas tendrían el mismo diseño y estarían disponibles en estado no circulado y en prueba, excepto el dólar de plata de cinco onzas, que solo estaría en prueba. El diseño del anverso cóncavo podría seleccionarse mediante un concurso de diseño. Se cobraría un recargo de 35 dólares por las piezas de oro, 50 por el dólar de plata de cinco onzas, 10 por el dólar de plata más pequeño y 5 por el medio dólar. Una vez que la Casa de la Moneda recuperara sus costes, la mitad del dinero restante se distribuiría al Smithsonian Institution Air and Space Museum para su exposición "Destination: Moon", un cuarto a la Astronauts Memorial Foundation y un cuarto a la Astronaut Scholarship Foundation. Las monedas solo podrían emitirse durante 2019.

## Diseño

### Selección
Del 1 de mayo al 29 de junio de 2017, la Fábrica de Moneda y Timbre aceptó propuestas para el diseño del anverso de las monedas. Aquellos cuyos conceptos pasaran el primer corte serían notificados antes del 31 de julio, y las presentaciones revisadas se harían antes del 8 de septiembre. El anverso no debía incluir la imagen de ninguna persona viva, incluido un astronauta, y debía ser "emblemático del programa espacial de los Estados Unidos que condujo al primer alunizaje tripulado". Se presentaron 119 propuestas y un jurado compuesto por tres miembros de la Comisión de Bellas Artes (CFA) y de la CCAC las redujo a 18 finalistas.
Cuando el CCAC se reunió el 18 de octubre de 2017, los miembros se mostraron poco entusiastas, ya que algunos predijeron un desastre de ventas y querían descartar todos los diseños, pero la presidenta, Mary N. Lannin, dijo que uno de ellos debía ser seleccionado. La Comisión de Bellas Artes se reunió al día siguiente; sus miembros expresaron cierto entusiasmo por los diseños propuestos. Los miembros del jurado se reunieron y vieron los diseños el 20 de octubre.

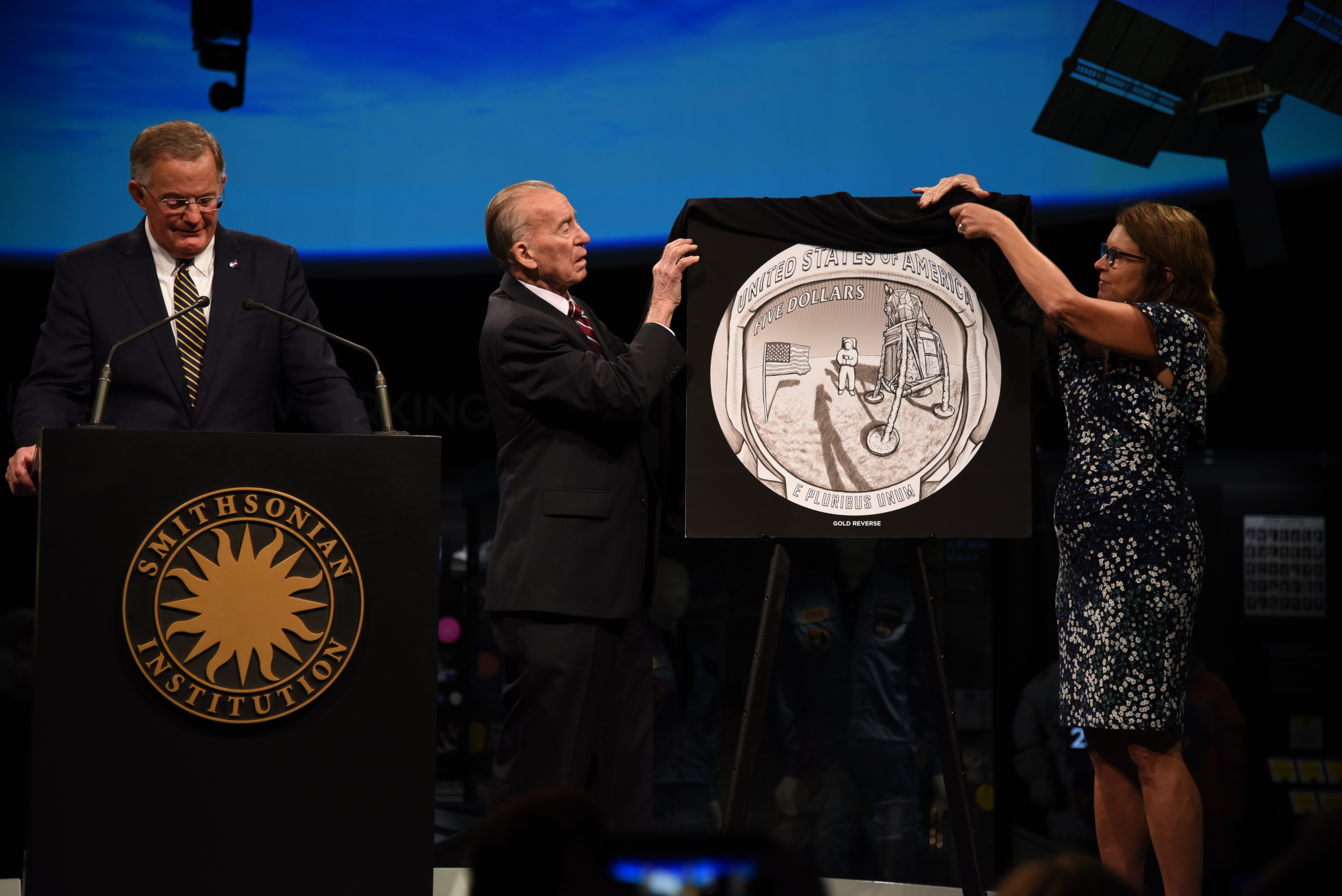
El astronauta del Apolo 7 Walter Cunningham y Sheryl Chaffee, hija del astronauta del Apolo 1 Roger Chaffee, desvelan el diseño del reverso. El director de la Fábrica de Moneda y Timbre, David Ryder, se encuentra en el podio.

Entre los finalistas, se seleccionó un diseño del escultor y medallista de Maine Gary Cooper, que representaba la huella de una bota de astronauta en la Luna. Cooper llevaba mucho tiempo interesado en la acuñación de monedas, y había presentado una propuesta sin éxito en el concurso de diseño de un dólar de Sacajawea en 1998, así como una propuesta, también sin éxito, para la moneda de Maine en la serie State Quarters. El CFA había comentado el diseño de la huella de la bota, diciendo que "puede parecer excesivamente familiar". Durante la segunda ronda del concurso del Apolo 11, los funcionarios de la Casa de la Moneda le hicieron presentar versiones modificadas de su propuesta, alterando la posición de los elementos del diseño. Fue una de estas alternativas la que ganó el concurso. Por sus esfuerzos, Cooper recibió un total de 5.500 dólares, 500 de ellos como premio por participar en la segunda ronda y el resto como premio por ganar. El concepto de Cooper fue adaptado para la producción de troqueles por el escultor-grabador de la Casa de la Moneda (ahora grabador jefe) Joseph F. Menna.
Los artistas de la Casa de la Moneda elaboraron tres diseños para el reverso y, en junio de 2017, tanto la CFA como la CCAC se pusieron de acuerdo en uno de ellos. El diseño fue obra de la escultora-grabadora de la Casa de Moneda de los Estados Unidos Phebe Hemphill, que también grabó su cara de la moneda. Los dos diseños ganadores fueron desvelados el 11 de octubre de 2018 en el Museo Nacional del Aire y del Espacio de Washington D. C., en presencia de dignatarios como el director de la Casa de la Moneda, David J. Ryder, y el astronauta del Apolo 7, Walt Cunningham. En la presentación, Ryder declaró que los dólares de plata de cinco onzas, una vez puestos a la venta, podrían agotarse en diez minutos.

### Descripción

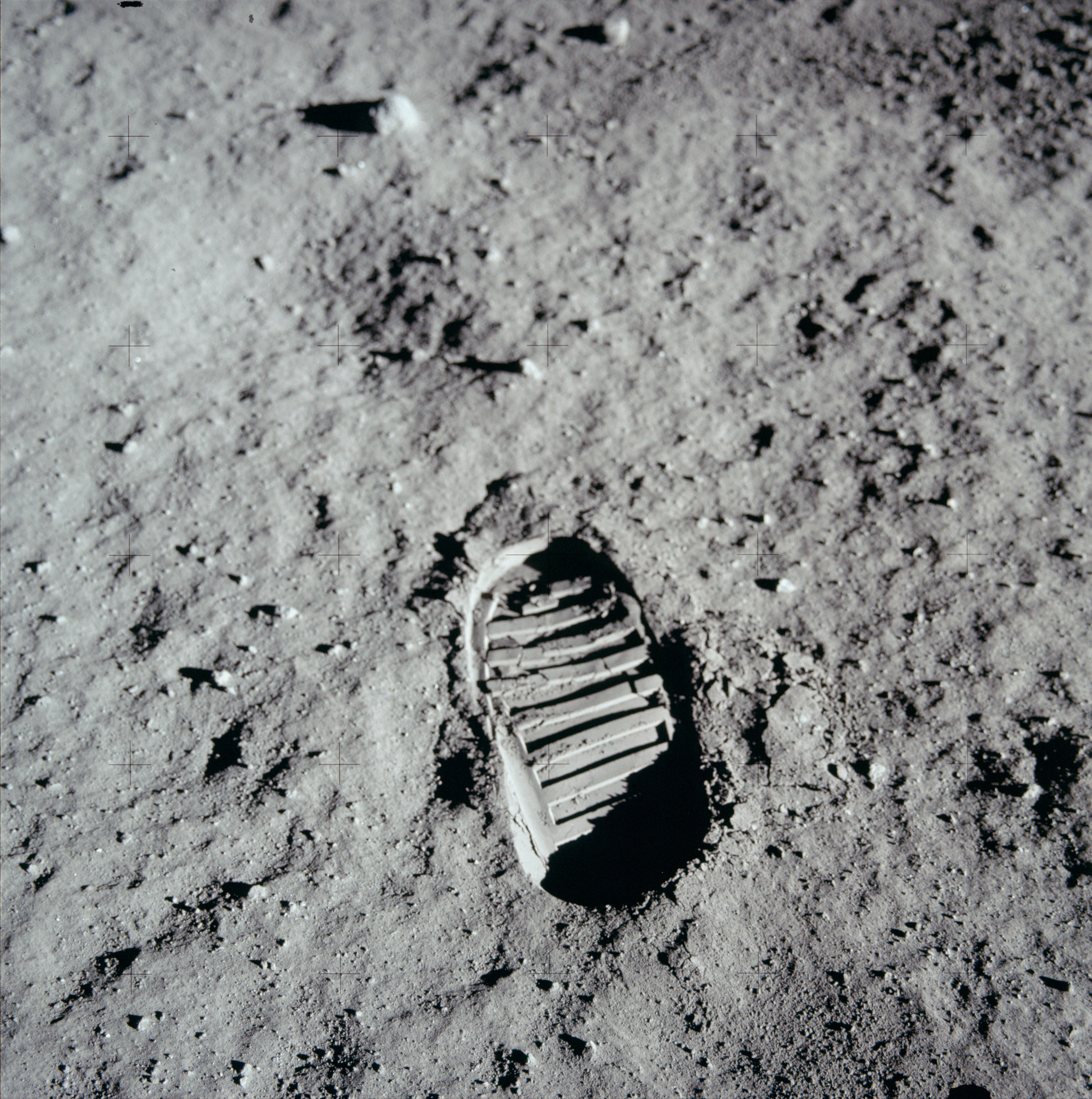
La huella de la bota de Aldrin en la Luna.

El anverso compartido de las monedas, creado por Cooper, adapta la conocida fotografía de la huella de una bota de astronauta, tomada por Aldrin con una cámara de cine Hasselblad, que simboliza el primer paso en la Luna. Cooper declaró: "Recuerdo haber visto esas primeras huellas, y eso hizo que mucha gente sintiera que esa era su propia huella. Desde entonces no he vuelto a ver nada parecido".
Observó que la fotografía original tenía oscuridad en los recovecos de la huella de la bota, lo que le obligó a ser creativo. A lo largo del borde aparecen las palabras MERCURIO, GEMINI y APOLO, separadas por las fases de la Luna, que se van llenando a medida que los programas avanzan hacia el alunizaje. En la parte inferior figura LIBERTY, y encima y a cada lado, la fecha 2019 (a la izquierda) y IN GOD WE TRUST a la derecha. En el anverso aparecen también las iniciales de Cooper y Menna, así como la marca de la ceca donde se acuñó la moneda.

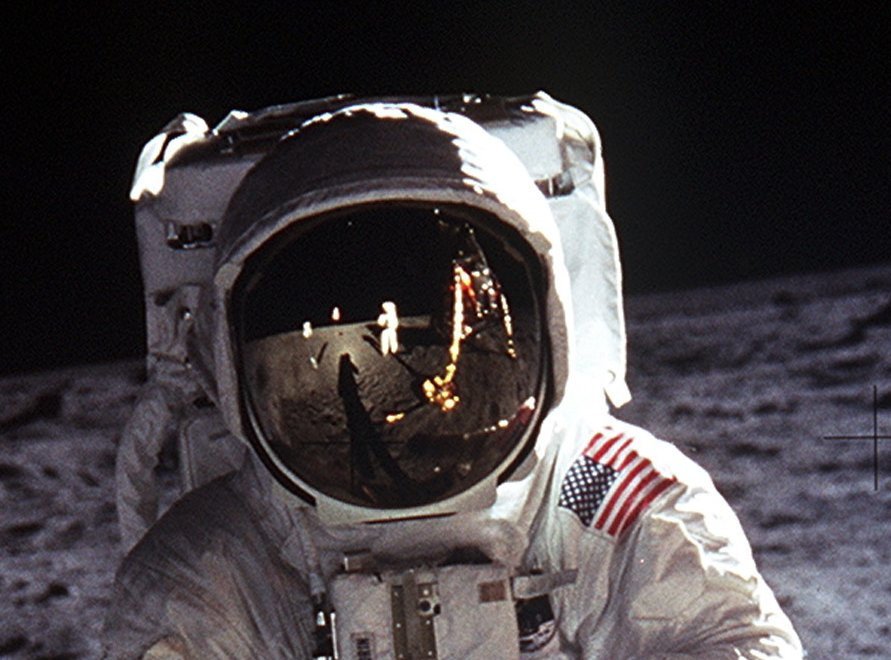
El Congreso exigió que la imagen del casco de Aldrin con Armstrong reflejada en él fuera la base del reverso.

El Congreso exigió que el reverso fuera un "primer plano de la famosa fotografía 'Buzz Aldrin en la Luna', tomada el 20 de julio de 1969, que muestra solo el visor y parte del casco del astronauta Buzz Aldrin, en el que el visor tiene un acabado de espejo y refleja la imagen de la bandera de los Estados Unidos y del módulo de aterrizaje lunar y el resto del casco tiene un acabado esmerilado". Aunque no es habitual que una persona viva aparezca en una moneda estadounidense, el Congreso ordenó que se hiciera en este caso, lo que convierte a Aldrin en la séptima persona representada en una moneda estadounidense que estaba viva en el momento en que fue acuñada por la Fábrica de Moneda y Timbre -la sexta, Nancy Reagan en 2016, seguía viva en el momento en que se acuñó su entrada en la serie de monedas de oro para el Primer Cónyuge, pero falleció antes del lanzamiento oficial.
La forma convexa del reverso pretende evocar la curvatura de la visera del casco de un astronauta. Hemphill declaró: "He exagerado la curvatura (en la escena) para crear la ilusión del visor curvado". En las monedas, el visor está enmarcado por las palabras United States of America y E Pluribus Urum, y la denominación aparece en su parte superior izquierda. En el reflejo de la visera puede verse el águila del módulo lunar, la bandera de los Estados Unidos (más destacada que en el original) y el fotógrafo, Neil Armstrong.

## Llamativo
El 13 de diciembre de 2018, tuvieron lugar en la Casa de la Moneda de Filadelfia las primeras acuñaciones ceremoniales de ambos tamaños del dólar de plata. Los hijos de los astronautas del Apolo 11, Mark Armstrong, Andy Aldrin y Ann Collins acuñaron las monedas de ambos tamaños. Los dignatarios que acuñaron las monedas podrán adquirirlas una vez que se abra la venta al público. El director de la Casa de la Moneda, Ryder, también acuñó una pieza de cinco onzas y predijo que el programa de acuñación se agotaría. Esta venta generaría 14,5 millones de dólares en recargos para las organizaciones beneficiarias.
La Fábrica de Moneda y Timbre tuvo dificultades para determinar el ángulo adecuado de las curvas para que las monedas golpearan por completo, por lo que tuvo que trabajar con las técnicas del dólar de cinco onzas y adaptarlas a las monedas más pequeñas. Cada troquel se creó utilizando un equipo de corte, seguido de un acabado a mano; no se utilizó un troquel maestro. Los primeros intentos mostraron grietas en el troquel a lo largo de las patas del módulo de aterrizaje lunar y problemas con el flujo de metal en las manos de Armstrong. Los ajustes y el cambio de plata de 0,900 a 0,999 aliviaron estos problemas. Los dos dólares de plata del Apolo 11 fueron los primeros conmemorativos de EE. UU. que se acuñaron en plata de 0,999, mientras que los anteriores conmemorativos de plata se acuñaron en 0,900. El cambio del estándar histórico de la Casa de la Moneda de 0,900 se produjo porque se había convertido en algo poco utilizado, lo que hizo que la Casa de la Moneda hiciera pedidos personalizados a las refinerías; varios años antes, la Casa de la Moneda había obtenido el permiso del Congreso para acuñar monedas de no menos del 90 por ciento de plata, lo que le permitió alinearse con otras casas de la moneda del mundo en el uso de 0,999.  El dólar de plata de tres pulgadas se acuñó en la única prensa Graebener GMP 1000 de la Casa de la Moneda de Filadelfia, obtenida para acuñar los cuartos de tres pulgadas de America the Beautiful. Cada dado para la plata de cinco onzas el dólar inicialmente tomó 14 horas para hacer y golpearía aproximadamente 100 monedas; esta figura era más tarde reducida a 11.5 horas.
Antes de la apertura de las ventas el 24 de enero de 2019, se preveía que algunas o todas las diferentes variedades de las nuevas monedas podrían agotarse rápidamente, lo que suponía la primera vez que ocurría desde la emisión del Salón de la Fama en 2014. En esa emisión, las 50.000 monedas de oro se agotaron en cuestión de minutos, y los 400.000 dólares de plata se agotaron en menos de dos semanas. Los medios dólares revestidos no se habían agotado, pero se habían vendido más de 400.000 de los 750.000, lo que supuso un recargo de casi 8 millones de dólares para el beneficiario designado, el Salón de la Fama del Béisbol.
El 18 de enero se anunciaron los precios iniciales de las monedas que no son de oro; los precios de las monedas de oro, que fluctuarían en función del mercado, se determinarían más cerca de la apertura de las ventas. El dólar de plata de cinco onzas, de la Fábrica de Moneda de Filadelfia, costaría 224,95 dólares, con un límite inicial de un pedido por hogar. El dólar de plata más pequeño costaría 54,95 dólares en versión de prueba y 51,95 dólares en versión sin circular, con un límite de pedidos de 100 unidades. El medio dólar sin circular, acuñado en la Casa de la Moneda de Denver, costaba 25,95 dólares cada uno, y la moneda de prueba (acuñada en la Casa de la Moneda de San Francisco) costaba 27,95 dólares, sin límite de pedidos. Un juego que contenía el medio dólar Apollo 11 y un medio dólar Kennedy 2019-S en condición de prueba mejorada, restringido a 100.000 juegos y con un límite de pedido de cinco, costaba 53,95 dólares.. El conjunto con la mitad de Kennedy se emitió para marcar la conexión entre el presidente Kennedy y el programa espacial estadounidense. Antes de la apertura de las ventas el 24 de enero, los precios de las piezas de oro, acuñadas en la Casa de la Moneda de West Point, se fijaron en 418,50 dólares en pruebas y 408,50 dólares en sin circular, con un límite inicial de una moneda de oro por hogar, independientemente de su estado. Estos precios se fijaron a partir de la tabla de precios de los productos numismáticos de oro, oro conmemorativo y platino de la Casa de la Moneda.

## Distribución

### Liberación

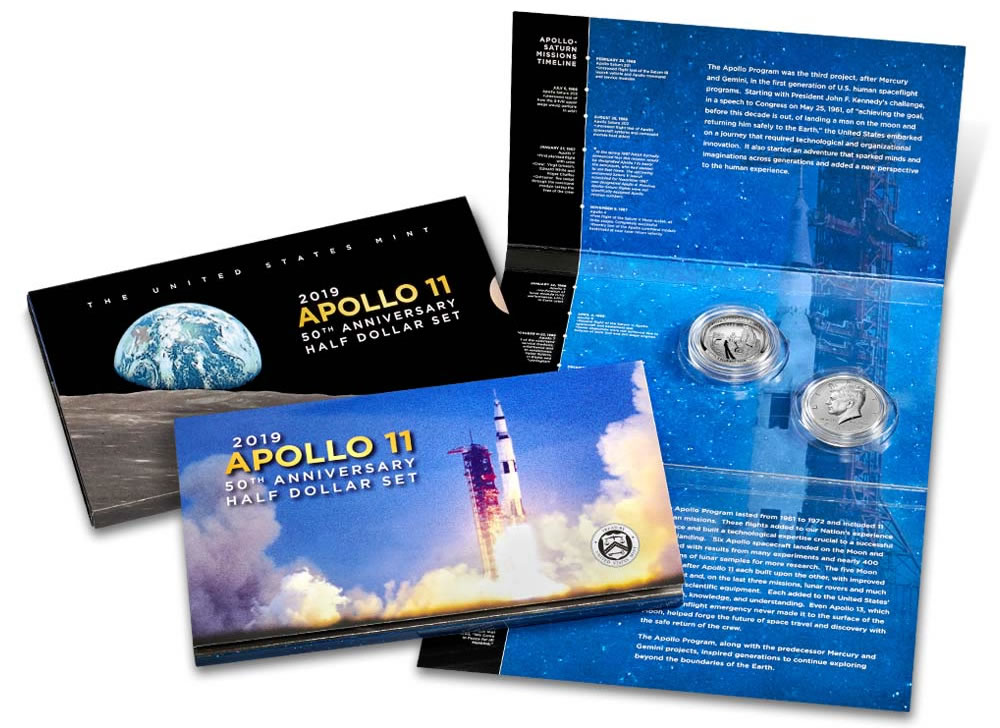
El conjunto con dos medios dólares ofrecido por la Casa de Moneda de los Estados Unidos.

El 24 de enero de 2019 se celebró en el Complejo de Visitantes del Centro Espacial Kennedy una ceremonia para conmemorar el lanzamiento de las monedas del Apolo 11. El CAPCOM durante el aterrizaje de Eagle, el piloto del módulo lunar del Apolo 16 Charles Duke, habló en la ceremonia, afirmando que la nueva emisión traería recuerdos del día en que el Apolo 11 aterrizó en la Luna. Duke elogió que la emisión recaudara dinero para causas dignas y declaró que tenía previsto comprar algunas de las monedas de oro. Ryder tenía previsto hablar en el evento de Florida, pero no pudo asistir debido al actual cierre parcial del gobierno.
Las monedas del Apolo 11 se pusieron a la venta al público el 24 de enero de 2019, a las 12 del mediodía, hora del este, a través del sitio web de la Casa de la Moneda y por teléfono; también estuvieron disponibles en el centro de ventas de la sede de la Casa de la Moneda en Washington, en las cecas de Filadelfia y Denver, y en el lugar de la ceremonia en el Centro Espacial Kennedy. Los coleccionistas informaron de que las dificultades para realizar sus pedidos en línea fueron mínimas, y aunque el dólar de tres pulgadas pasó a estar en estado de reserva en una hora, las cifras publicadas por la Casa de la Moneda mostraron que ninguna de las monedas estuvo cerca de agotarse en el primer día de ventas.
El hecho de que ninguna de las monedas se agotara el día de la emisión suscitó reacciones diversas. Dave Harper, editor de Numismatic News, sugirió que el programa podría ser un fracaso, y que las cifras de ventas "muestran ya una falta de entusiasmo temprano". Olson se mostró satisfecho con las ventas del primer día, predijo que todas se agotarían a finales de año y señaló que ningún coleccionista se había quedado sin conseguir monedas. Los blogueros de los foros de monedas consideraron que las ventas eran pésimas y que auguraban un mal futuro para la numismática en Estados Unidos.
En las primeras 24 horas se vendieron un total de 296.311 monedas Apollo 11, siendo el dólar de plata de cinco onzas el líder tanto en número de monedas vendidas (51.271) como en porcentaje de autorización de acuñación (51,3%). A mediodía del 25 de enero, hora del este, se suprimió el límite del número de monedas que podían venderse a un solo hogar.

### Continuación de las ventas

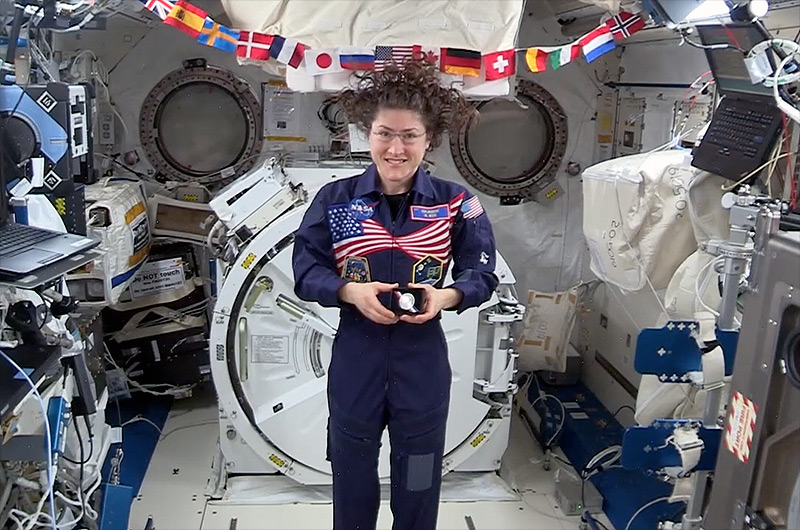
La astronauta de la NASA Christina Koch sostiene uno de los medios dólares a bordo de la Estación Espacial Internacional.

El 29 de enero, la Casa de la Moneda anunció que el embalaje de los 70.000 juegos de medio dólar que se habían enviado, que contenían un medio dólar Apolo 11 2019-S en condición de prueba y un medio dólar Kennedy 2019-S en acabado de prueba mejorado en el reverso, contenía un error de hecho. El embalaje acreditaba al antiguo jefe de grabado Gilroy Roberts con el diseño de ambas caras del medio dólar Kennedy, cuando en realidad solo había diseñado el anverso, siendo Frank Gasparro el responsable del reverso. La Fábrica de Moneda y Timbre suspendió los envíos y planificó la impresión de embalajes corregidos. La serie se limitó a 100.000 unidades, ya que ese era el límite de acuñación del medio dólar Kennedy especial. Las fundas de repuesto se pusieron a disposición de los clientes que habían comprado el juego de medio dólar a partir de finales de mayo.
Las ventas del juego de medio dólar alcanzaron las 94.119 unidades el 10 de febrero y se mostraron como no disponibles en el sitio web de la Casa de la Moneda. Esto presagiaba que se agotaría la pieza especial de Kennedy, que solo se emitió en la serie, pero no el medio dólar del Apolo 11: hasta esa fecha solo se habían vendido 163.434 unidades, algo más de una quinta parte de la tirada autorizada. El 21 de febrero, el juego de medio dólar se había agotado por completo. El 25 de febrero, a las 15:00 horas (hora del este), finalizó el precio de lanzamiento y los precios aumentaron en 5 dólares.
Ryder se había comprometido en la ceremonia de la primera acuñación de diciembre de 2018 a que algunas de las monedas fueran enviadas al espacio, y esto se hizo realidad el 4 de mayo de 2019, cuando una nave de carga SpaceX Dragon fue lanzada con dos medios dólares revestidos de 2019-S incluidos en la carga útil para la Estación Espacial Internacional. Regresaron a la Tierra el 3 de junio, también a bordo de una nave de carga SpaceX Dragon. Una de las monedas voladas iba a formar parte de la exposición "Destination: Moon" en el Smithsonian y la otra se expondrá en la sede de la Casa de la Moneda.
El 6 de mayo, la Real Casa de la Moneda de Australia (RAM) puso a la venta un producto que empaquetaba un medio dólar estadounidense del Apolo 11 de 2019 con una pieza australiana curvada de 5 dólares en conmemoración del alunizaje, con una producción limitada a 10.000 unidades. La RAM adquirió las monedas de la Casa de la Moneda con un gran descuento; la Casa de la Moneda proporcionó publicidad en su sitio web y un enlace al sitio de la RAM. La Casa de la Moneda también colaboró con la Fábrica Nacional de Moneda y Timbre de España en la emisión de conjuntos de monedas: tanto Australia como España acogieron estaciones de seguimiento para el Apolo. La Real Casa de la Moneda de Canadá ofreció 1.969 unidades del dólar de plata más pequeño en condición de prueba, con cada moneda encerrada en una barra de plata, a un precio de 369,95 dólares canadienses o 296 dólares estadounidenses.

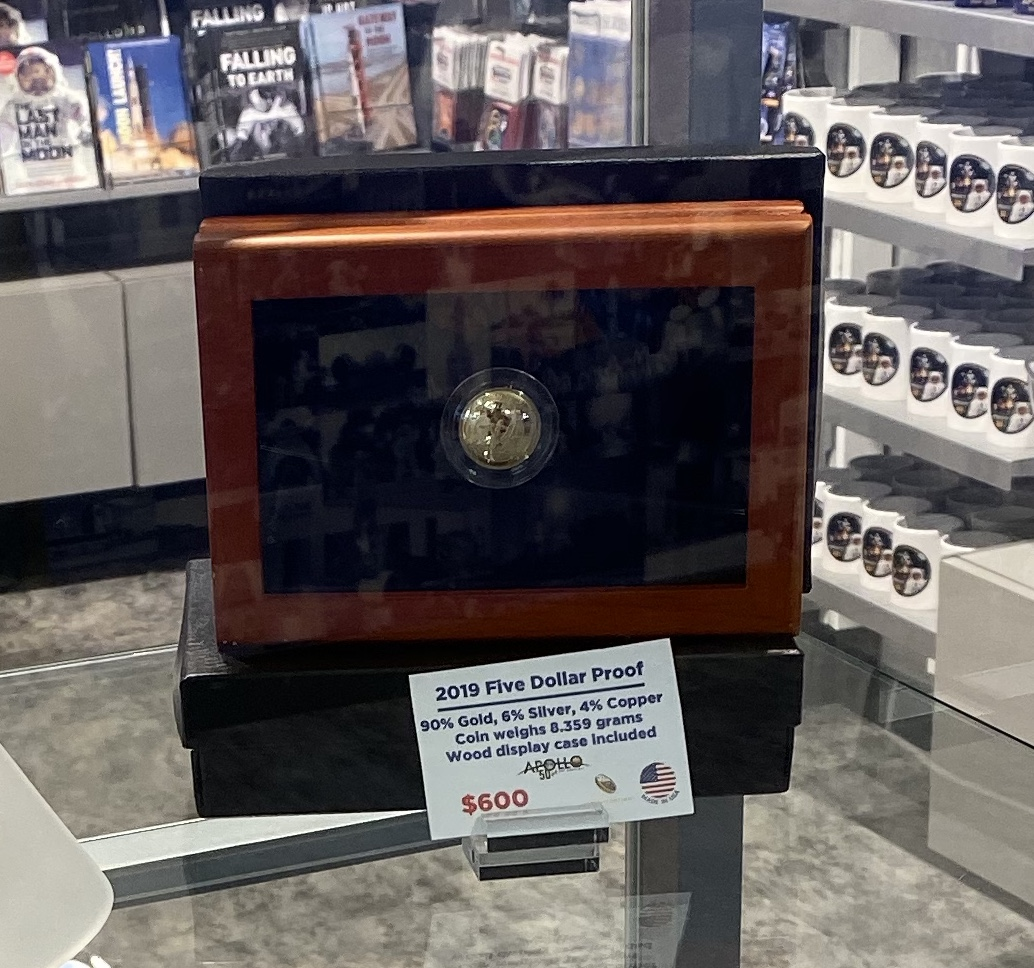
Moneda de 5 dólares del Apolo 11 a la venta en el Complejo de Visitantes del Centro Espacial Kennedy, en noviembre de 2019.

Hasta el 30 de junio, la Casa de la Moneda había vendido 28.068 de las medias águilas de prueba y 11.168 de las de no circulación. Las ventas del dólar de plata más pequeño fueron 171.957 en prueba y 52.870 en no circulación; del más grande, se habían vendido 61.037. El medio dólar Apolo 11 2019-S, una moneda de prueba, había vendido 99.997 unidades como parte del set de medio dólar y 55.297 por sí mismo; el medio dólar sin circular de Denver se había vendido en 36.820 piezas. Las noticias sobre el 50.º aniversario de la llegada a la Luna impulsaron las ventas en julio; cuatro de los diez artículos más vendidos de la Fábrica de Moneda y Timbre en la semana que terminó el 21 de julio fueron monedas del Apolo 11, y la serie tuvo su mejor semana de ventas desde febrero.
A partir del 7 de agosto, la Fábrica de Moneda y Timbre vendió conjuntos que contenían la pieza de 5 dólares o el dólar de plata más pequeño en condición de prueba con una impresión en honor del Apolo 11 de la Oficina de Grabado e Impresión. Los precios se fijaron en 78,95 dólares para el juego de impresión y dólar de plata y 19 dólares por encima del precio de la moneda de oro para el juego de impresión/pieza de 5 dólares. Debido al aumento del precio del oro, la Casa de la Moneda vendía la pieza de 5 dólares por sí sola a 485 dólares. Las dos nuevas opciones de venta pasaron al estado de reserva el mismo día en que se iniciaron las ventas. Después de 19 días de ventas, hasta el 25 de agosto, se habían vendido un total de 681 de los juegos de impresión/de 5 dólares y 2.570 de los juegos de impresión/de dólares de plata. Hasta el 29 de septiembre, las ventas ascendían a 31.331 medias águilas de prueba solas (más 825 vendidas con la impresión) y 11.713 sin circular; 65.463 dólares de plata de tres pulgadas; 200.712 dólares de plata de prueba más pequeños solos (más 3.122 con la impresión) y 56.960 sin circular; 99.998 juegos de medio dólar; 62.470 medios dólares de prueba adicionales; y 40.170 medios dólares sin circular. En el Foro Numismático de la Casa de la Moneda celebrado en Filadelfia en octubre, el director de la Casa de la Moneda, Ryder, predijo unas ventas de 90.000 dólares de plata de cinco onzas.

### Conclusión de ventas

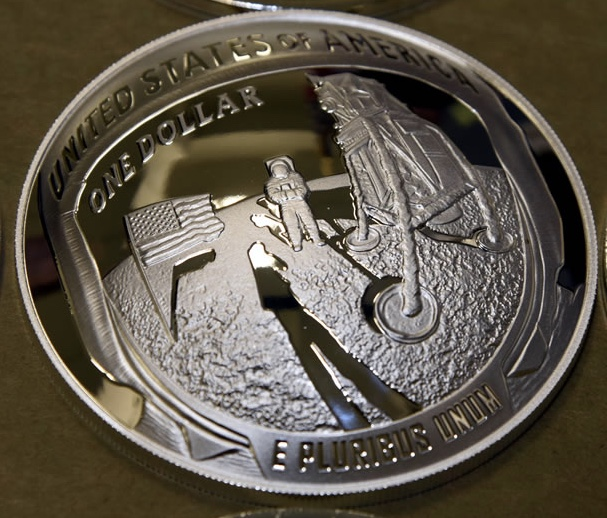
Reverso del dólar de plata acuñado el 13 de diciembre de 2018.

La Fábrica de Moneda y Timbre no informó de las cifras de ventas semanales después del 3 de noviembre de 2019, debido a la salida de los empleados responsables de las mismas, y a la necesidad de formar a un sustituto. La siguiente actualización fue para las ventas hasta el 16 de diciembre, emitida por un portavoz de la Casa de la Moneda que indicó que los informes semanales regulares no se reanudarían hasta enero de 2020. El informe mostraba las ventas como: 32.597 medias águilas de prueba por sí mismas (más 1.095 vendidas con la impresión) y 11.969 sin circular; 67.683 dólares de plata de tres pulgadas; 216.077 dólares de plata de prueba más pequeños por sí mismos (más 4.683 con la impresión) y 59.158 sin circular; 99.998 juegos de medio dólar; 66.041 medios dólares de prueba adicionales; y 41.449 medios dólares sin circular. Para entonces, la media águila sin circular se vendía por 462,75 dólares y en prueba por 472,75 dólares. Las monedas del Apolo 11, así como la otra emisión conmemorativa de 2019, las monedas del Centenario de la Legión Americana, salieron a la venta el 27 de diciembre de 2019 a las 11:59 EST. Las cifras de ventas hasta el 12 de enero de 2020, publicadas poco después, fueron objeto de nuevos ajustes por parte de la Casa de la Moneda, pero las cifras posteriores a partir de 2021 no revelaron ningún cambio. Las monedas Apollo superaron en ventas a las de la Legión Americana, que incluían un medio dólar, un dólar más pequeño y una media águila, cada una con los mismos límites de acuñación, por amplios márgenes.
William T. Gibbs, editor jefe de Coin World, había predicho que los dólares de plata de cinco onzas se agotarían en 24 horas, y volvió a revisar su predicción en enero de 2020: "Obviamente, sobrestimé el interés por la moneda, que sin duda tenía puntos fuertes de venta: Conmemoraba un acontecimiento verdaderamente significativo y era la primera moneda de plata de 5 onzas convexa/cóncava del país". A principios de diciembre, Joshua McMorrow-Hernández, de CoinWeek, consideraba que las monedas del Apolo 11 eran "fácilmente el programa conmemorativo más exitoso de la Casa de la Moneda de Estados Unidos desde las ya mencionadas monedas del Salón de la Fama del Béisbol en 2014". Evidentemente, la iniciativa del Apolo 11 ha tocado la fibra sensible de mucha gente, y las elevadas cifras sugieren claramente que muchas de las personas que compran estas monedas no pertenecen a la comunidad numismática".
En febrero de 2021, el dólar de plata más grande fue nombrado mejor moneda de plata y mejor moneda de evento contemporáneo en el concurso anual de la moneda del año. El 1 de marzo de 2021 se anunció el Premio a la Moneda del Año para las emisiones con fecha de 2019, entre los ganadores de las distintas categorías, resultando ganadora la moneda del Apolo 11.

## Resumen de ventas
Según el informe de la Casa de la Moneda del 14 de febrero de 2021:
| Opción de ventas                                   | Precio inicial                              | Marca de ceca y ceca | Acuñación autorizada | Ventas totales | Notas                                 |
| -------------------------------------------------- | ------------------------------------------- | -------------------- | -------------------- | -------------- | ------------------------------------- |
| $5 en condición de prueba                          | $418.50                                     | West Point (W)       | 50,000               | 32,862         |                                       |
| $5 de prueba con impresión                         | $504.00 (precio de pieza de oro más $19.00) | West Point (W)       | 50,000               | 1,162          | A la venta el 7 de agosto de 2019     |
| $5 sin circulación                                 | $408.75                                     | West Point (W)       | 50,000               | 12,035         | Un total de 46.059 piezas vendidas.   |
| $1 (más grande)                                    | $224.95                                     | Filadelfia (P)       | 100,000              | 68,301         |                                       |
| $1 (más pequeño) de prueba                         | $54.95                                      | Filadelfia (P)       | 400,000              | 218,995        |                                       |
| $1 (más pequeño) de prueba con impresión           | $78.95                                      | Filadelfia (P)       | 400,000              | 4.890          | A la venta el 7 de agosto de 2019.    |
| $1 (más pequeño) sin circulación                   | $51.95                                      | Filadelfia (P)       | 400,000              | 59,700         | Un total de 283.585 dólares vendidos. |
| $50 en prueba                                      | $27.95                                      | San Francisco (S)    | 750,000              | 66,301         |                                       |
| $50 de prueba con el medio dólar de Kennedy 2019-S | $53.95                                      | San Francisco (S)    | 750,000              | 99,998         | Limitado a 100,000 ejemplares.        |
| $50 sin circulación                                | $25.95                                      | Denver (D)           | 750,000              | 41,742         | 208.041 dólares medios vendidos.      |

Todas las piezas a la venta el 24 de enero de 2019, y fuera de la venta después del 27 de diciembre de 2019, excepto como se indica. Los precios se incrementaron en 5 dólares el 25 de febrero para todas las opciones entonces a la venta. Las opciones que incluían piezas de 5 dólares tenían un precio de venta que fluctuaba en función del precio de mercado del oro.